# RawTherapee
RawTherapee je multiplatformní svobodný a otevřený program pro úpravu surového grafického formátu raw. Je napsán v programovacím jazyku C++, a používá sadu knihoven GTK+ a upravenou verzi programu dcraw pro čtení souborů ve formátu raw. Je typický pokročilým ovládáním, které poskytuje uživateli během procesu zpracování souborů. RawTherapee zahrnuje podskupinu operací úprav obrázků zaměřených speciálně na nedestruktivní postprodukční úpravu surových fotografií a je primárně zaměřen na zlepšení pracovního postupu fotografa usnadněním manipulace s velkým počtem snímků.

## Historie
Program původně ho napsal Gábor Horváth z Budapešti, následně byl v lednu 2010 znovu vydán pod licencí GNU GPL. Původně používaný název "The Experimental Raw Photo Editor", byl postupně nahrazen zkratkou RawTherapee která se stala jménem sama o sobě.

## Vlastnosti
RawTherapee užívá koncept nedestruktivních úprav, podobně jako u některých jiných softwaru pro konverzi. Úpravy prováděné uživatelem se okamžitě promítají do náhledu, ačkoli nejsou fyzicky aplikovány na otevřený obraz, ale parametry jsou uloženy do samostatného sidecar souboru. Tato nastavení se pak použijí během exportu.
Veškeré interní zpracování se provádí v 32bitovém režimu pohyblivé řádové čárky.